# Трёхцветная ночница
Трёхцветная ночница (лат. Myotis emarginatus) — небольшая летучая мышь рода ночниц. Масса их тела обычно составляет 5-10 г, длина тела 44-55 мм, длина хвоста 38-44 мм, длина предплечья 38-44 мм, размах крыльев около 22—28 см.

## Описание
Ухо длинное, узкое, с глубокой вырезкой на заднем крае. Морда длинная, маска голая, розоватая. Ступня с когтями примерно равна половине голени. Крылья широкие, крыловая перепонка крепится к основанию внешнего пальца ступни. Эпиблемы нет. Мех очень густой, волнистый и спутанный. Волосы на спине отчётливо трёхцветные: с тёмными основаниями, белёсой средней частью и кирпично-красными или рыжевато-бурыми окончаниями.

## Распространение
От Средней Европы и Средиземноморья до Кавказа, Средней Азии и Ближнего Востока.

## Естественная история
Предпочитает открытые (особенно аридные) ландшафты. Убежища — пещеры, гроты и чердаки крупных построек. Часто образует смешанные колонии с подковоносами. Вылетает на охоту в густых сумерках. Летает низко над землёй вдоль лесополос и живых изгородей и т. п., нередко в гуще растительности. Ловит насекомых как в воздухе, так и на поверхности листьев. Полет неторопливый, очень маневренный. Эхолокационные сигналы низкой интенсивности в диапазоне 95—40 кГц, с максимальной амплитудой около 55 кГц. Оседла, зимует в различных подземных убежищах. Спаривание на зимовках. Размножается в начале-середине лета, выводковые колонии до нескольких сотен самок, самцы держатся обособленно. Беременность около 3 месяцев, в выводке 1 детёныш, лактация около 1 месяца. Живёт до 15 лет.